# Xã Lida, Quận Otter Tail, Minnesota
Xã Lida (tiếng Anh: Lida Township) là một xã thuộc quận Otter Tail, tiểu bang Minnesota, Hoa Kỳ. Năm 2010, dân số của xã này là 757 người.